# Saint-Sorlin-en-Valloire
Saint-Sorlin-en-Valloire é uma comuna francesa na região administrativa de Auvérnia-Ródano-Alpes, no departamento de Drôme. Estende-se por uma área de 26,50 km². Em 2010 a comuna tinha 2 305 habitantes (densidade: 87 hab./km²).